# Ndakhonga
Ndakhonga ist ein Seehafen im Département Foundiougne der Region Fatick für die Landschaft Sine-Saloum im zentralen Westen Senegals.

## Geographische Lage
Der Hafen Ndakhonga liegt am Ostrand des Saloum-Deltas im Gemeindegebiet von Djirnda, am rechten nördlichen Ufer des hier rund 1400 Meter breiten Saloum-Hauptarms, etwa 46 Kilometer stromaufwärts der Mündung in den Atlantik, und noch im Einflussbereich der Gezeitenströmung und des Tidenhubs. Gegenüber am südlichen Flussufer liegt die Départementspräfektur Foundiougne. Das Dorf Félir liegt zwar auf derselben Flussseite wie der Hafen, nur zwei Kilometer nordwestlich entfernt, ist aber auf dem Landweg nicht erreichbar, weil ein Bolong dazwischen liegt. Das Hafengebiet erstreckt sich über rund 0,55 km².

## Geschichte
Zum ersten Mal erlangte Ndakhonga Bedeutung als Standort einer Küstenbatterie, die im Zweiten Weltkrieg auf der rechten Seite des Saloum-Flusses die Städte Foundiougne und Kaolack gegen Angriffe von See her schützen sollte (14° 8′ 33,4″ N, 16° 28′ 20″ W).

## Wirtschaft und Infrastruktur
Der Hafen Ndakhonga verfügt seit 2015 über eine gare maritime, ein Schiffsterminal mit einem 120 Meter langen Kai für die Fährschiffe Aguène und Diambogne, die einen Linienverkehr zwischen Foundiougne und Ziguinchor aufnehmen sollten, um die stark isolierte Casamance besser in das Land Senegal zu integrieren. Die beiden Schiffe können jeweils 200 Passagiere und 13 LKWs à 35 Tonnen Ladung befördern und ergänzen so die Beförderungskapazität der Aline Sitoé Diatta. Das Investitionsvolumen hierfür addierte sich auf 61 Millionen US-Dollar. Für die Instandhaltung und Sicherung der Wasserwege konnten seitdem ein Bagger sowie zwei Bargen und zwei Schlepper beschafft werden. Auch der Bau eines Terminal des hydrocarbures, eines Terminals für Erdölprodukte mit einer 500 Meter langen Pier, die in den Strom hineinreicht zum Be- und Entladen von Schiffen mit größerem Tiefgang, sowie ein Tanklager für Mineralölprodukte wurden verwirklicht.
Die Entwicklung des Hafens erweckte Hoffnungen auf die Schaffung von einigen Tausend qualifizierten Arbeitsplätzen. Um diese Rolle voll zu entfalten, sollte er sich entwickeln als
- Handelshafen für den Warenverkehr
- Fischereihafen für den Verkehr von Fischereiprodukten
- Yachthafen für die Aufnahme und den Aufenthalt von Jachten und anderen Segelbooten
- Ölhafen zur Aufnahme und zum Transport von Produkten aus der Erdölförderung vor Sangomar
- Mineralienhafen, um die Erzeugnisse der Eisenerzförderung von Falémé zu verschiffen und die Metropolregion Dakar davon zu entlasten.

Allerdings sind alle Versuche zur Herstellung einer Fahrrinne mit ausreichender Wassertiefe im Unterlauf des Saloum auch vier Jahre nach der offiziellen Eröffnung des Hafens als gescheitert zu betrachten, sodass der Hafen zur großen Enttäuschung der in der Bevölkerung genährten Hoffnung noch immer nicht in Betrieb gehen konnte. Zudem bezeichnete Präsident Macky Sall das Hafenprojekt inzwischen gar als einen Fehler. Im August 2020 wurde nach jahrelanger Verzögerung endlich die Inbetriebnahme des Hafens gemeldet. Im Jahr 2023 sollten Mitarbeiter eingestellt werden, um letzte Arbeiten abzuschließen, die der Betriebsfähigkeit des Hafens dienen und den weiteren Ausbau ermöglichen sollen.
Das Hafengebiet ist über die östlich angrenzende Nationalstraße N 9 nach Norden Richtung Fatick mit dem Hinterland verbunden. Traditionell besorgte der Bac de Foundiougne als Autofähre über den Saloum den Lückenschluss zur Départementspräfektur Foundiougne und zur südlichen Fortsetzung der N9. Seit 2022 steht mit dem Pont de Foundiougne ein 1290 Meter langes Brückenbauwerk als Ersatz für die störanfällig gewordene Fährverbindung zur Verfügung.
Für den Pendelverkehr zwischen Foundiougne und Ndakhonga, dem bisher Pirogen traditioneller Bauart aus Holz dienten, wurden im Juli 2020 zwei Prototypen eines neuen Bootstyps in Betrieb genommen. Es handelt sich um Motorboote aus glasfaserverstärktem Kunststoff mit einer Kapazität von 11 bzw. 17 Personen. Solche Boote sollen nach und nach die hölzernen Pirogen ersetzen und auch alle Inseln des Saloum bedienen und so zu deren Erschließung beitragen. Sie sollen die die Sicherheit des Fluss- und Seetransports deutlich verbessern, damit es nie wieder zu einem Unglück kommen kann, wie vor den Îles de Bettenty, wo am 24. April 2017 21 Frauen nach dem Kentern ihrer Pirogen ums Leben kamen.